# Женская сборная Словакии по хоккею на траве
Женская сборная Словакии по хоккею на траве — женская сборная по хоккею на траве, представляющая Словакию на международной арене. Управляющим органом сборной выступает Ассоциация хоккея на траве Словакии (словац. Slovenský zväz pozemného hokeja, англ. Slovak Hockey Association).
Сборная занимает (по состоянию на 6 июля 2015) 45-е место в рейтинге Международной федерации хоккея на траве (FIH).

## Результаты выступлений

### Чемпионат Европы (III дивизион)
(EuroHockey Nations Challenge III, до 2011 назывался EuroHockey Nations Challenge I)
- 2005 — [2]
- 2007 — 4-е место[3]
- 2009 — 4-е место[4]
- 2011 — 5-е место[5]
- 2013 — 5-е место[6]